# Shed (dios)

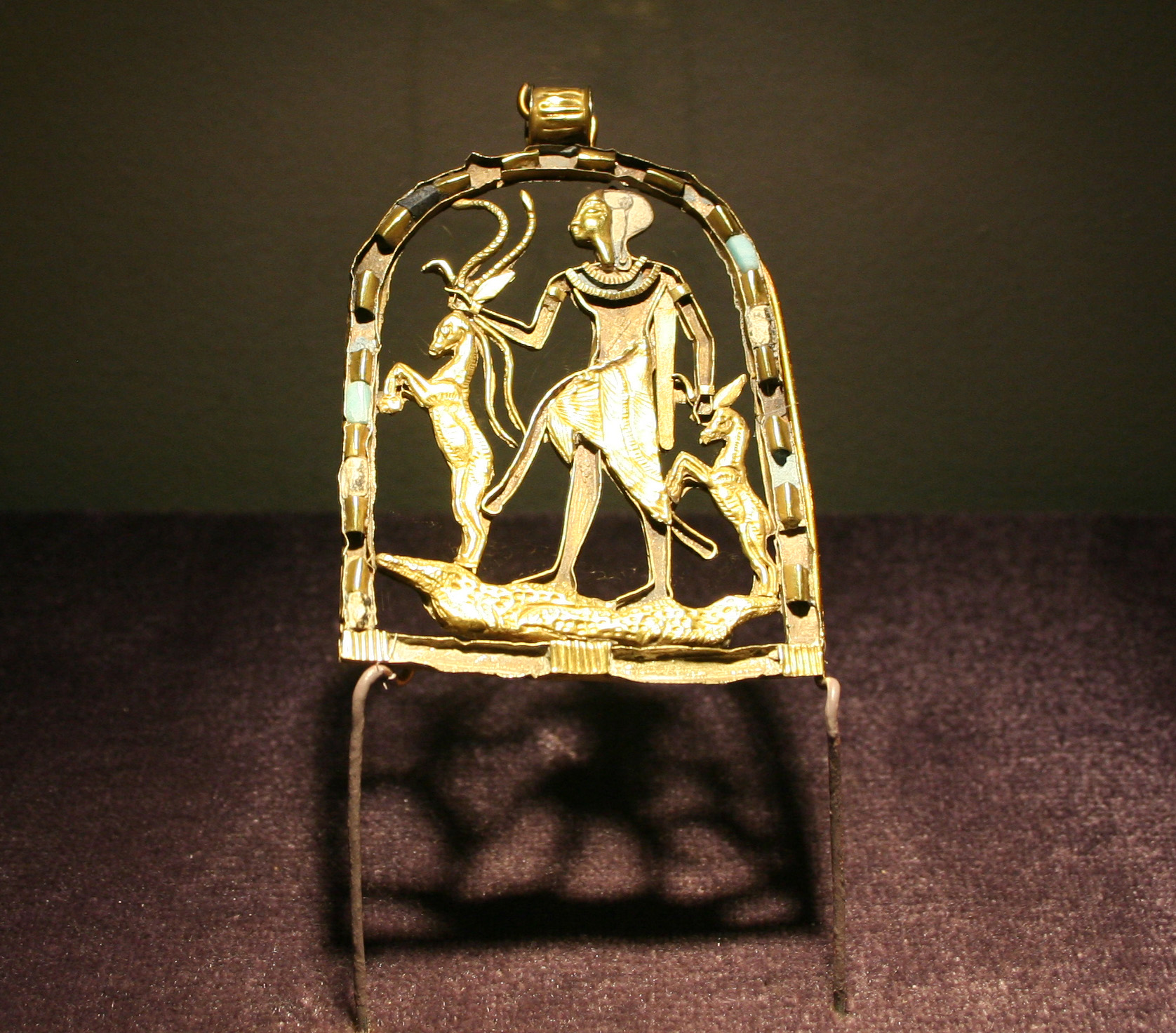
Amuleto del dios Shed que aparece sometiendo a animales peligrosos, en este caso, pisando a un cocodrilo y sujetando dos gacelas.

Shed es un dios menor de la antigua religión egipcia. Popularmente era llamado "El Salvador" o "El Encantador" por su facultad de protección y salvación sobre los animales que podían causar daño al hombre, principalmente, ante los escorpiones, serpientes, gacelas o leones.
Era el señor de los desiertos, de las bestias salvajes, de las armas y la caza, por lo que podía controlar los peligros sobre las personas que lo invocaban, usualmente, cazadores y soldados. También era capaz de proteger sobre los hechizos y demonios lanzados por los enemigos. Era un dios que podía curar a la gente honesta de enfermedades o extender sus esperanzas de vida y representaba el rescate divino ante un daño o peligro.
En uno de los primeros cipos donde está representado Shed, se le describe como "procedente de las tierras desérticas, con el udyat", u ojo de Horus, "para proteger los santuarios".
Está atestiguado, al menos, desde el período de Amarna. Sorprendentemente, en Tell el-Amarna se han encontrado algunas capillas sepulcrales con decoración y fragmentos pintados con el nombre del dios Shed, Isis o Amón-Ra lo que evidencia la existencia de creencias y prácticas privadas ajenas a la teología oficial del momento. En la denominada capilla 525 se ha encontrado incluso una estela dedicada a Shed.
El surgimiento de los nombres de 'Salvador' en la piedad personal durante el período de Amarna se ha interpretado como la respuesta popular de la gente común a los intentos de Ajenatón de proscribir la antigua religión de Egipto. En lugar de tener un culto formal en un templo o disponer de culto oficial, parece haber sido un dios que los egipcios buscaban para salvarlos de enfermedades, desgracias o peligros.
Shed ha sido visto como una forma de salvador, una ayuda para los necesitados ante la falta de autoridad estatal o ayuda del rey. La mayor dependencia de la asistencia divina podría incluso extenderse hasta salvar a una persona del inframundo, incluso proporcionando un sustituto y prolongando el tiempo de una persona en este mundo. En el Imperio Nuevo, Shed 'el Salvador' es representado en innumerables estelas que lo invocan o alaban en busca de su ayuda.
Estas estelas votivas demuestran que también se pensaba que su dios personal podía intervenir positivamente en la vida del creyente, por ejemplo, en forma de salvación de un cocodrilo o haciéndolo sobrevivir a la picadura de un escorpión o la mordedura de una serpiente. Las muchas estelas u otros objetos especialmente dedicados a Shed se producían como agradecimiento por su salvación.

## Iconografía

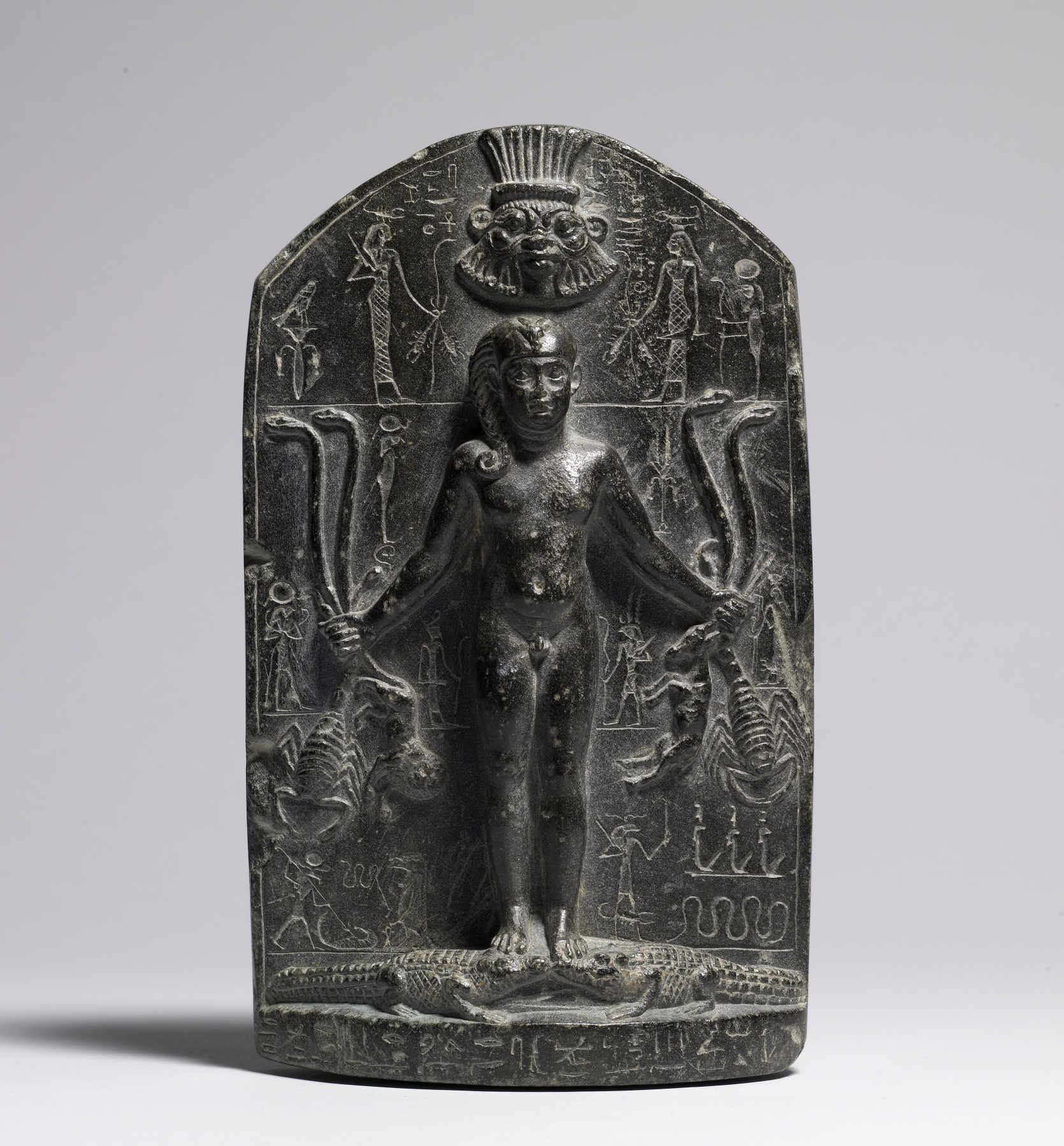
Shed desnudo, con una cabecita de gacela en su frente, pisando dos cocodrilos y llevando en sus manos dos escorpiones, un león, una gacela (oryx) y cuatro serpientes. Por encima, la cabeza del dios Bes, otro dios protector.

Se le representa como un hombre joven con la cabeza rapada o un niño, con la característica coleta lateral, desnudo o vestido con ropajes de los príncipes del Imperio Nuevo. Suele portar un arco y carcaj de flechas y puede llevar una pequeña cabeza de gacela sobre la frente. Se le representa triunfante sobre animales peligrosos. A menudo agarra serpientes en sus manos como si las aplastara. También puede aparecer sobre un carro tirado por grifos o caballos, persiguiendo animales peligrosos.
Se le muestra en la estela Metternich como vencedor ante el peligro en forma de una serpiente, un escorpión y un cocodrilo.

## Identificaciones
Eventualmente, representando el concepto de salvación, Shed es identificado con Horus, particularmente con Horus el Niño.
Horus niño, a menudo es representado de manera muy similar, particularmente en las estelas mágicas conocidas como cippi, y en tales contextos son funcionalmente indistinguibles. Sin embargo, existe un detalle que identifica claramente a Shed, cuando en su frente aparece una pequeña cabecita de gacela.
Shed, en la religión popular, muchas veces es tratado como una forma especializada de Horus, cuya función era proteger y curar mediante magia. Sin embargo, todavía era venerado por la gente en sus hogares y a través de amuletos. Durante el período tardío de Egipto, su estrecha vinculación con Horus niño llegó a alcanzar tal grado, que suele estar representado en las denominadas estelas de “Horus sobre los cocodrilos”.
A Shed también se le ha identificado con Harsomtus por su apariencia de niño y relación con las serpientes, además de haber sido visto como una forma del dios cananeo Reshef, dios de la peste y la guerra.